# Feel the love/Merry-go-round
「Feel the love/Merry-go-round」（フィール・ザ・ラブ/メリーゴーランド）は、浜崎あゆみの51枚目のシングル。2013年12月25日にavex traxよりリリースされた。

## 解説
フィジカルシングルとしては、前作「L」以来、3年3か月ぶりのリリースとなり、シングル全般としては2012年のデジタルシングル「how beautiful you are」以来、約1年半ぶりとなる。
「Feel the love」は、DJ Hello Kittyによる世界初のサウンドプロデュース作であり、ミュージックビデオでも共演している。
本作はオリコン週間シングルランキングにて5位に初登場した。シングルで首位を逃すのは2002年発売の「Daybreak」以来となった。また、この結果により同年発売の「Free & Easy」より続いていた連続首位記録が途絶えた。

## 収録曲

### CD
all words : ayumi hamasaki
1. Feel the love "Original mix" [5:19]
composition : Tetsuya Komuro / arrangement : DJ Hello Kitty
TBS系『COUNT DOWN TV』2013年12月・2014年1月度オープニングテーマ
H.I.S.キャンペーンCMソング
dwango.jp TV-CMソング
第18回東京ガールズコレクション 2014 SPRING/SUMMER公式テーマソング（シングル発売後に発表）
2. Merry-go-round "Original mix" [5:09]
composition : m-flo. UNICO. JEB (AMBUSH®) / rap words：VERBAL / arrangement : Tachytelic aka Taku Takahashi and Mitsunori Ikeda
3. Feel the love "DJ Hello Kitty remix" [5:25]
Remixed by DJ Hello Kitty
4. Feel the love "Blasterjaxx remix" [5:29]
Remixed by Blasterjaxx
5. Feel the love "Original mix -Instrumental-" [5:19]
6. Merry-go-round "Original mix -Instrumental-" [5:07]

### DVD
1. Feel the love (video clip)
2. Merry-go-round (video clip)
3. A interview[注釈 1] (※ファンクラブ会員限定盤のみ収録)

## 収録アルバム
- Feel the love
  - 『Colours』
- Merry-go-round
  - 『Colours』

## 収録ライブ映像
- Feel the love
  - 『ayumi hamasaki COUNTDOWN LIVE 2013-2014 A』
  - 『ayumi hamasaki PREMIUM SHOWCASE 〜Feel the love〜』
  - 『ayumi hamasaki TA LIMITED LIVE TOUR at Zepp Tokyo』(M(A)DE IN JAPAN)(メドレー)
  - 『ayumi hamasaki Just the beginning -20- TOUR 2017 2018.2.20 Okinawa Convention Center』(TROUBLE) (メドレー)
  - 『ayumi hamasaki  COUNTDOWN LIVE 2016-2017 A『Just the beginning -20-』』(メドレー) (ayumi hamasaki UNRELEASED LIVE BOX A)
- Merry-go-round
  - 『ayumi hamasaki COUNTDOWN LIVE 2013-2014 A』